# Carnesville
Carnesville è una città degli Stati Uniti d'America, situata in Georgia, nella Contea di Franklin, della quale è il capoluogo.